# ジャパンオープン (ビリヤード)
ジャパンオープンは、日本ビリヤード協会(NBA)、日本プロポケットビリヤード連盟(JPBA)が主催して行っている大会。G1クラスに分類される。ナインボールで競技されている。全日本選手権と並ぶ日本国内のビッグタイトルでありながら、海外からプロだけでなくアマチュアに対しても平等に門が開かれており、毎年数百名にも上る参加者により熱い戦いが繰り広げられている。
ここ数年は、決勝日は東京竹芝のニューピアホール特設会場で開催され、多くのビリヤードファンが観戦に訪れている。
2011年は3月中旬に3日間の日程で開催が予定されていたが、震災の影響を受け延期され、7月9日・10日の2日間開催に変更となった。
2020、2021年は新型コロナウイルス感染拡大防止のため開催が中止され、2022年に３年振りに開催された。

## 歴史
1988年に初開催。
1999年より特設会場で本戦が開催される。
2003年、男子史上初となるアマチュア優勝者（西嶋大策;後にJPBAプロ入り）が出現した。しかし、男子はそれ以降海外選手に優勝カップをさらわれている。
2011年、初となる10ボールコールショットが採用される。
最多優勝数（2022年現在）：男子の部はかつての9ボール世界選手権チャンピオン奥村健（現在はJPBAを引退し、スリークッションのJPBFプロに）の4回。女子の部は、梶谷景美の4回。
国別優勝回数（2022年現在）：男子の部は日本（14回）、フィリピン（14回）、台湾（4回）、メキシコ（1回）。女子の部は日本（23回）、台湾（8回）、中国（1回）。連続優勝回数（2022年現在）：男子の部は奥村健の2年連続（1994-1995）。女子の部は梶谷景美の3年連続（1999-2001）。

## 歴代優勝者
| 開催年 | 期間                 | 男子優勝者                                | 女子優勝者          |
| ------ | -------------------- | ----------------------------------------- | ------------------- |
| 1988   | -                    | 奥村健（ 日本）                           | -                   |
| 1989   | -                    | 張其尭（ 台湾）                           | 三浦陽子（ 日本）   |
| 1990   | -                    | イスマエル・パエス（ メキシコ）           | 渡部重美（ 日本）   |
| 1991   | -                    | 永田修治（ 日本）                         | 織内理絵（ 日本）   |
| 1992   | -                    | フランシスコ・ブスタマンテ（ フィリピン） | 原田美恵子（ 日本） |
| 1993   | -                    | 利川章雲（ 日本）                         | 三浦陽子（ 日本）   |
| 1994   | -                    | 奥村健（ 日本）                           | 高木まき子（ 日本） |
| 1995   | -                    | 奥村健（ 日本）                           | 上村洋子（ 日本）   |
| 1996   | -                    | 高橋邦彦（ 日本）                         | 上村洋子（ 日本）   |
| 1997   | -                    | ロエル・エスキリオ（ フィリピン）         | 梶谷景美（ 日本）   |
| 1998   | -                    | エルビス・ペレス（ フィリピン）           | 曽根恭子（ 日本）   |
| 1999   | -                    | 奥村健（ 日本）                           | 梶谷景美（ 日本）   |
| 2000   | 3月25日 ～ 3月26日   | 川端聡（ 日本）                           | 梶谷景美（ 日本）   |
| 2001   | 3月24日 ～ 3月25日   | 逸野暢晃（ 日本）                         | 梶谷景美（ 日本）   |
| 2002   | 3月23日 ～ 3月24日   | フランシスコ・ブスタマンテ（ フィリピン） | 夕川景子（ 日本）   |
| 2003   | 3月22日 ～ 3月23日   | 西嶋大策（ 日本）                         | 高木まき子（ 日本） |
| 2004   | 3月20日 ～ 3月21日   | 夏揮凱（ 台湾）                           | 高淑品（ 台湾）     |
| 2005   | 3月19日 ～ 3月20日   | エフレン・レイズ（ フィリピン）           | 周萌萌（ 中国）     |
| 2006   | 3月18日 ～ 3月19日   | アントニオ・リニング（ フィリピン）       | 蘇憶雲（ 台湾）     |
| 2007   | 3月17日 ～ 3月18日   | アレックス・パグラヤン（ フィリピン）     | 福家美幸（ 日本）   |
| 2008   | 3月21日 ～ 3月22日   | デニス・オルコロ（ フィリピン）           | 福家美幸（ 日本）   |
| 2009   | 3月21日 ～ 3月22日   | ラミル・ガレゴ（ フィリピン）             | 譚湘玲（ 台湾）     |
| 2010   | 3月20日 ～ 3月21日   | フランシスコ・ブスタマンテ（ フィリピン） | 周捷妤（ 台湾）     |
| 2011   | 7月9日 ～ 7月10日    | 張榮麟（ 台湾）                           | 魏子茜（ 台湾）     |
| 2012   | 6月2日 ～ 6月3日     | ワレン・キアムコ（ フィリピン）           | 梶谷景美（ 日本）   |
| 2013   | 7月13日 ～ 7月15日   | 土方隼斗（ 日本）                         | 河原千尋（ 日本）   |
| 2014   | 7月19日 ～ 7月21日   | アントニオ・リニング（ フィリピン）       | 呉芷婷（ 台湾）     |
| 2015   | 7月18日 ～ 7月20日   | カルロ・ビアド（ フィリピン）             | 河原千尋（ 日本）   |
| 2016   | 7月16日 ～ 7月18日   | 土方隼斗（ 日本）                         | 栗林美幸（ 日本）   |
| 2017   | 7月15日 ～ 7月17日   | 張榮麟（ 台湾）                           | 平口結貴（ 日本）   |
| 2018   | 7月14日 ～ 7月16日   | Lee Vann Corteza（ フィリピン）           | 郭思延（ 台湾）     |
| 2019   | 7月13日 ～ 7月15日   | 大井直幸（ 日本）                         | 陳佳樺（ 台湾）     |
| 2020   | 中止                 | -                                         | -                   |
| 2021   | 中止                 | -                                         | -                   |
| 2022   | 9月3日、10月22～23日 | 飯間智也（ 日本）                         | 佐藤麻子（ 日本）   |
| 2023   |                      | 飯間智也（ 日本）                         | 青木知枝            |
| 2024   |                      | ジェフリー・イグナシオ（ フィリピン）     | ワン・ワンリン      |